# Дицхёльцталь
Дицхёльцталь (нем. Dietzhölztal) — община в Германии, в земле Гессен. Подчиняется административному округу Гиссен. Входит в состав района Лан-Дилль.  Население составляет 5952 человека (на 31 декабря 2010 года). Занимает площадь 37,45 км².
Община подразделяется на 4 сельских округа.